# Inès Lakech
Inès Lakech, née le 2 novembre 1996, est une gymnaste rythmique tunisienne.

## Carrière
Aux championnats d'Afrique de gymnastique rythmique 2012 à Pretoria, Inès Lakech est médaillée de bronze du concours par équipes.